# Tambang Saweak
Tambang Saweak is een bestuurslaag in het regentschap Lebong van de provincie Bengkulu, Indonesië. Tambang Saweak telt 680 inwoners (volkstelling 2010).